# Master of the World
Master of the World (bra: Robur, o Conquistador), também conhecido como Robur, Master of the World, é um filme estadunidense de 1961, dos gêneros aventura e ficção científica, dirigido por William Witney, roteirizado por Richard Matheson, baseado nos livros Maître du monde e Robur le conquérant, de Jules Verne, com música de Les Baxter.

## Sinopse
Estados Unidos, Pensilvânia, 1848, agente do governo investigando os estranhos eventos em uma localidade, encontra um homem que o sequestra e que com uma magnífica máquina voadora pretende extinguir a guerra no mundo.

## Elenco
- Vincent Price....... Capitão Robur
- Charles Bronson....... John Strock
- Henry Hull....... Prudent
- Mary Webster....... Dorothy Prudent
- David Frankham....... Phillip Evans
- Richard Harrison....... Alistair
- Vito Scotti....... Topage
- Wally Campo....... Turner